# Lusseray

Lusseray este o comună în departamentul Deux-Sèvres, Franța. În 2009 avea o populație de 170 de locuitori.